# 요크 지역 교육청
요크 지역 교육청(York Region District School Board, 간단히 YRDSB)은 캐나다 온타리오주 요크 지방자치구의 영어 공립학교 교육청이다. 본사는 오로라에 위치해 있다.